# Maciej Karwowski
Maciej Karwowski – polski psycholog, pedagog i socjolog, profesor nauk społecznych w zakresie psychologii i pedagogiki, profesor zwyczajny w Instytucie Psychologii Uniwersytetu Wrocławskiego, wcześniej profesor Akademii Pedagogiki Specjalnej im. Marii Grzegorzewskiej w Warszawie. Od 2025 roku członek-korespondent Polskiej Akademii Nauk

## Życiorys
W 2002 ukończył studia pedagogiczne w Akademii Pedagogiki Specjalnej w Warszawie, a w 2004 studia psychologiczne i socjologiczne na Uniwersytecie Warszawskim (w trybie Międzywydziałowych Indywidualnych Studiów Humanistycznych). W 2004 w APS na podstawie napisanej pod kierunkiem Witolda Dobrołowicza rozprawy pt. Typy inteligencji a kreatywność: inteligencja akademicka, emocjonalna i intuicyjna a zdolności i postawy twórcze otrzymał stopień naukowy doktora nauk humanistycznych w zakresie pedagogiki, specjalność: pedagogika zdolności. Tam też w 2010 na podstawie dorobku naukowego oraz rozprawy pt. Klimat dla kreatywności: teorie, metody, badania. Zgłębianie kreatywności: Studia nad pomiarem poziomu i stylu twórczości uzyskał stopień doktora habilitowanego nauk humanistycznych, w dyscyplinie pedagogika, specjalność: pedagogika zdolności. W 2011 został profesorem nadzwyczajnym Akademii Pedagogiki Specjalnej im. Marii Grzegorzewskiej a od października 2017 do września 2022 był profesorem nadzwyczajnym w Instytucie Psychologii Uniwersytetu Wrocławskiego. Od października 2022 profesor zwyczajny w tym instytucie. 5 września 2022 otrzymał tytuł profesora nauk społecznych. Od kwietnia 2024 jest członkiem i przewodniczącym Rady Naukowej Instytutu Badań Edukacyjnych
Maciej Karwowski jest redaktorem naczelnym „Journal of Creative Behavior” – najstarszego naukowego pisma poświęconego psychologii twórczości – oraz zasiada w radach redakcyjnych, m.in. „Creativity Research Journal”, „Psychology of Aesthetics, Creativity, and the Arts”, „Thinking Skills and Creativity”. Wraz z Izabelą Lebudą pełni funkcję redaktora naczelnego wydawanego w trybie Open Access pisma „Creativity: Theories-Research-Application”.